# 暴風少年之三大家族
《暴風少年之三大家族》是一部1999年上映的香港電影，由彭俊偉及李釗導演，監製為李釗，鄭浩南、楊澤霖及成奎安領銜主演。

## 劇情簡介
祥哥、順哥、周哥三人為江湖大佬，三人為好兄弟，但在一起，周對祥產生誤會，兩人冲此對立。
澳門警司高長官調查三人，高發現了順哥之子阿勝的計謀，同時順哥被勝槍殺，高、天決定一人去找勝談判...

## 演員
| 演員   | 角色   | 粵語配音 | 備註 |
| 鄭浩南 | 高長官 | 葉振聲   | 阿南 澳門警司 調查祥哥、順哥、周哥，針對祥哥 阿天之好友 被發現和阿天有親密來往而被革職 最後目睹阿天被阿勝殺死 |
| 成奎安 | 阿順   |          | 順哥 周哥、祥哥之兄弟 被高長官調查 阿勝之父，被其陷害 最後被阿勝槍殺                                          |
| 楊澤霖 | 陳老大 | 陳旭明   | 本片第二大反派 祥哥 周哥、順哥之兄弟，後和周哥反目 為人老謀心算，心狠手辣 最後被當選主席                      |
| 金童   | 阿周   | 羅君左   | 周哥 阿祥、順哥之兄弟，後和祥哥反目 阿天之義父 後被阿勝槍傷                                                   |
| 徐若琦 | 阿天   | 陳旭明   | 阿周之義子 高長官之好友 阿勝之天敵 最後槍殺阿勝，被臨死前的阿勝槍殺                                           |
| 牟鳳彬 | 阿勝   | 葉振聲   | 本片終極大反派 阿順之子 高長官之調查對像 性格心狠手辣 最後被阿天槍殺，臨死前槍殺阿天                          |
| 趙海媚 | 阿貞   | 雷碧娜   | 阿順之女 高長官之好友 阿勝之妹 後被阿祥手下槍殺身亡                                                           |
| 馮哲   | 鮑魚   |          | 小混混 患有毒癮                                                                                               |
| 王春松 | 阿超   | 羅君左   | 小混混 阿天之手下 最後為救阿天而被阿勝手下殺死                                                                |